# Kâzım Koyuncu
Kâzım Koyuncu, född 7 november 1971 i provinsen Artvin, död 25 juni 2005 i Istanbul, var en turkisk sångare av lazisk härkomst. Hans musikstil var en blandning av rock och folkmusik från Svarta havets kust. Koyuncus gärning som musiker var av stor betydelse för synligheten av lazernas kultur i Turkiet. Han var dessutom känd som miljöaktivist. Han studerade vid Istanbuls universitet utan att utexamineras och startade rockbandet Zuğaşi Berepe som var den första rockgruppen i Turkiet att framföra lazisk musik. Koyuncu sjöng på både turkiska och laziska samt även på några andra minoritetsspråk i Turkiet.

## Diskografi

### Med Zuğaşi Berepe
- 1995 – Va Mişkunan
- 1998 – İgzas
- 1998 – Bruxel Live

### Med Grup Dinmeyen
- 1996 – Sisler Bulvarı

### Solo
- 2001 – Viya!
- 2004 – Hayde
- 2006 – Dünyada Bir Yerdeyim